# Serum Institute of India

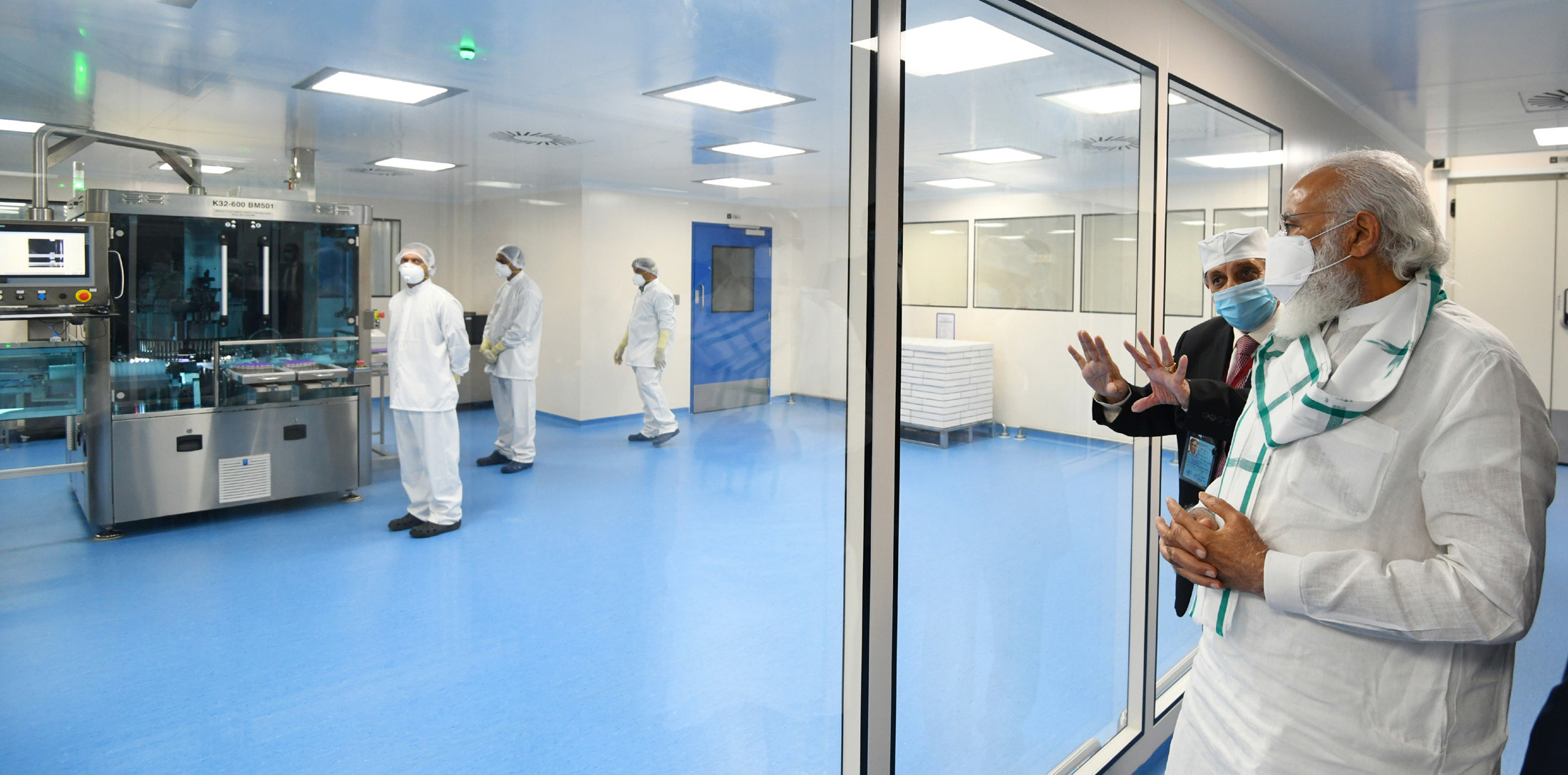
O primeiro-ministro Narendra Modii visitando o Instituto em novembro de 2020

O Serum Institute of India (Instituto de Soro da Índia) é um fabricante indiano de medicamentos imunobiológicos, incluindo vacinas.
A empresa é uma subsidiária da holding Poonawalla Investment & Industries fundada em 1966 e controlada pelo bilionário Cyrus Poonawalla.
O instituto é o maior produtor mundial de vacinas em número de doses produzidas, com cerca de 1,3 bilhão de doses de vacinas a cada ano. Segundo o website na seção About, "estima-se que cerca de 65% das crianças no mundo receberam pelo menos uma vacina fabricada pelo Instituto Serum".
Os produtos desenvolvidos pelo instituto incluem também comprimidos, xaropes e injeções.

## Destaques

### Bilthoven Biologicals
Em 2012, o Instituto fez sua primeira aquisição internacional ao adquirir a Bilthoven Biologicals, uma empresa de bioengenharia e farmacêutica do governo da Holanda.

### Rabishield
Em 2016, com o apoio da Mass Biologics da Escola de Medicina da Universidade de Massachusetts, com sede nos EUA, a empresa desenvolveu um agente antirrábico de ação rápida, o Anticorpo Monoclonal Humano da Raiva (RMAb), também conhecido como Rabishield.

### Vacina covid-19
Em 2020, a empresa farmacêutica AstraZeneca, em colaboração com a Universidade de Oxford, contratou o instituto para produção de 1 bilhão de doses para sua vacina, a ChAdOx1.
Em janeiro de 2021, a Anvisa anunciou que 2 milhões das doses desta vacina viriam do Instituto para o Brasil.

### Incêndio
No dia 21 de janeiro de 2021, em plena pandemia de covid-19, com a produção da vacina a todo vapor, um dos prédios do complexo pegou fogo, matando inicialmente cinco pessoas. Em seu Twitter, Adar Poonawalla, filho do fundador da empresa e atual CEO, além de se solidarizar com as famílias das vítimas, garantiu que não haveria prejuízos à produção das vacinas covid-19.

## Exportações
O Instituto produz uma série de vacinas que são exportadas, principalmente, para países em desenvolvimento, entre elas vacinas contra sarampo, caxumba, rubéola, difteria, tétano e coqueluche, hepatite B, rotavírus e gripe, além da vacina BCG e soro antirrábico.
Segundo o seção About, "as vacinas fabricadas pelo Serum Institute são credenciadas pela Organização Mundial da Saúde de Genebra e estão sendo usadas em cerca de 170 países em seus programas nacionais de imunização, salvando milhões de vidas em todo o mundo".